# Apisa microcanescens
Apisa microcanescens är en fjärilsart som beskrevs av Emilio Berio 1935. Apisa microcanescens ingår i släktet Apisa och familjen björnspinnare. Inga underarter finns listade i Catalogue of Life.